# Иза непријатељских линија
Иза непријатељских линија (енгл. Behind Enemy Lines) је амерички филм из 2001. године, који је режирао Џон Мур. Филм се врло слабо темељи на истинитом догађају током рата у Босни и Херцеговини када је Војска Републике Српске током борби са НАТО пактом оборила америчког пилота Скота О’Градија.

## Улоге
| Глумац          | Улога                |
| --------------- | -------------------- |
| Овен Вилсон     | Поручник Крис Бернет |
| Џин Хекмен      | Адмирал Лесли Ригарт |
| Габријел Макт   | Џереми Стакхаус      |
| Дејвид Кит      |                      |
| Олек Крупа      | Мирослав Локар       |
| Владимир Машков | Саша                 |
| Тарик Филиповић | Српски војник        |